# Droits des élèves dans l'enseignement secondaire français
L’expression droit des élèves est récente mais la réalité qu'elle recouvre est ancienne. Ainsi le « régime disciplinaire des lycées et collèges de garçons » défini par l’arrêté du 5 juillet 1890 interdit « le piquet, les pensums, les privations de récréation » . Ces obligations imposées au maître, notamment l'interdiction des châtiments corporels, constituent les premiers droits reconnus aux élèves.
Les droits des élèves, au sens moderne du terme, émergent timidement lors des événements de mai 1968 avec l'institution des délégués des élèves et des parents . Mais leur existence, à cette époque, reste subordonnée à une décision du conseil d'administration de l'établissement scolaire. C'est encore un droit sous tutelle. Plusieurs décrets à partir de 1985 ont précisé l'étendue et les modalités d'application des droits des élèves.

## Liberté d'expression et de religion
Conformément à la convention internationale des droits de l'enfant, les États signataires « garantissent à l'enfant qui est capable de discernement le droit d'exprimer librement son opinion sur toute question l'intéressant » (article 12). En France, jusqu'en 2004, l'application du principe de laïcité n'empêchait pas l'expression publique des engagements religieux. La loi du 15 mars 2004 a restreint ce droit d'expression. Le Code de l'éducation précise désormais que « dans les écoles, les collèges et lycées publics, le port de signes ou tenues par lesquels les élèves manifestent ostensiblement une appartenance religieuse est interdit ».
Le droit d'expression individuelle des professeurs, strictement limité à leur mission d'enseignement, est plus réduit que celui accordé aux élèves. Tout engagement de nature philosophique, religieuse ou politique susceptible de porter atteinte à la liberté de conscience des élèves et au rôle éducatif reconnu aux familles constituerait une faute grave. D'autre part, il n’existe pas de domaine réservé aux professeurs. Les questions relatives aux contenus des enseignements, à l'organisation des contrôles et aux pratiques de notation relèvent sans réserve du droit d'expression des élèves conformément à la convention internationale des droits de l'enfant.
Toutes les études menées sur le quotidien des élèves (François Dubet, 1991 ; Ballion, 1998 ; Rayou, 1998 ; Merle, 2005) aboutissent à des résultats comparables : le droit d'expression individuelle des élèves est peu connu et peu respecté. Ainsi, 56 % des professeurs considèrent que les élèves ne doivent pas être consultés et que l'on ne doit pas tenir compte de leur avis quand il est question de l'organisation des contrôles. Cette proportion est de 95 % quand il est question de la notation. Sur la question des notes, particulièrement sensible, les questions des élèves sollicitent pourtant le principe juridique de l'égalité de traitement et sont, pour une bonne part d'entre elles, totalement recevables (Pierre Merle, 2007).

## Autres droits individuels
Les lycéens ont le droit au respect et la dignité, au respect de leur intégrité physique et au respect de leur travail et de leurs biens.

## Le droit d'expression collective: libertés de réunion, d'association, de publication, d'affichage
La liberté de réunion est mise en œuvre selon des modalités différentes dans les collèges et les lycées. Dans les premiers, la liberté de réunion est à l'initiative des seuls représentants des élèves et pour le seul exercice de leurs fonctions. Elle se limite à des réunions préparatoires au conseil de classe. Dans les lycées, cette liberté, beaucoup plus étendue, est accordée sous réserve du respect des principes de neutralité et de laïcité.
La liberté d'association, non accordée aux collégiens, fait l'objet d'une procédure d'autorisation par le conseil d'administration de l'établissement scolaire. Le respect du principe de neutralité et de laïcité interdit la création d'associations à caractère politique ou religieux. Cette liberté d'association permet de fédérer des activités culturelles, scientifiques ou sociales (défense de l'environnement, promotion de la culture scientifique, lutte contre le racisme et la xénophobie...). Les lycéens ont recours modérément à cette liberté publique qui n'est pas une source de conflits dans les établissements scolaires. Par ailleurs, elle souffre de pratiques juridiques qui ont du mal à évoluer, voire qui régressent.
En effet, c'est délibérément que la loi française de juillet 1901 relative au contrat d'association n'introduit aucune restriction à l'encontre des mineurs. Le code civil prévoit expressément que le mineur peut être mandataire dans son article 1990. Toutefois, l'administration française considérait, depuis la position exprimée en 1971 par le ministre de l'intérieur Raymond Marcellin, que le mineur ne pouvait être ni président, ni trésorier d'une association. La ratification en 1990 de la convention internationale des droits de l'enfant, qui reconnaît au mineur la liberté d’association dans son article 15, a entraîné une évolution de la position de l’administration française. Ainsi, un mineur a été élu président de l’association “ maison des lycées Henri Bergson ”, à Paris le 24 novembre 1995. Le bureau des associations de la Préfecture de Paris a donné son aval à cette élection, estimant que la convention internationale prévalait sur l'interprétation administrative de la loi française. Parallèlement, le ministère de l'intérieur a rappelé aux préfectures que l'enregistrement d'une association ne pouvait être refusé au motif qu'il était demandé par des mineurs. La circulaire ministérielle de février 2010 sur la Maison des lycéens précise : « Sa direction (présidence, secrétariat, trésorerie) est assurée par des lycéens. Ces derniers sont élus par les membres de l'association. L'abaissement de 18 à 16 ans de l'âge minimal pour prendre des responsabilités associatives au sein des établissements scolaires est une des conditions de la valorisation de cet engagement et fait actuellement l'objet d'un travail interministériel. » En découle, en juillet 2011, l'adoption de l'article 45 de la loi relative à l'alternance et la sécurisation des parcours professionnels, qui précise la possibilité pour les mineurs âgés d'au moins 16 ans d'exercer un mandat d'administration dans une association, sous réserve de l'accord écrit de leurs parents. Certains spécialistes considèrent cette position comme une reculade par rapport aux dispositions initiales de la loi de 1901,. Malgré l'adoption de cette loi, deux associations ont été enregistrées : l'une avec un président de 15 ans en 2012, à la préfecture de Charleville-Mézières, la préfecture n'a pas fait de difficulté et une autre avec un Président de 16 ans et un secrétaire de 14 ans, que la sous-préfecture de Vouziers a accepté après l'envoi d'une lettre d'avocat.
Les lycéens disposent aussi de la liberté de publication. Cette liberté est encadrée par les règles relatives au droit de la presse, et celles spécifiques du droit de publication lycéen. Si des lycéens optent pour une diffusion interne à l'établissement, il ne leur est pas nécessaire de se constituer en association. Ils peuvent choisir parmi eux le responsable de la publication (avec autorisation de ses responsables légaux s'il est mineur) qui assumera personnellement la responsabilité des publications. Aucun texte ne prévoit un "droit de relecture" avant publication par le chef d'établissement, bien que cette pratique soit encore très répandue.
Plusieurs publications peuvent exister au sein d'un même lycée.
Les lycéens disposent aussi d'une liberté d'affichage. Les lycées doivent mettre à disposition des élèves des panneaux d'affichage.
L'exercice d'un droit de grève n'est pas prévu pour les lycéens. Faire grève contrevient à l'obligation d'assiduité en cours.

## Le droit de participation
Le droit de participation des collégiens s'exerce par l'intermédiaire de leurs délégués de classe. À ce titre, les représentants des élèves doivent être à l'écoute de leurs camarades et assurer un rôle de porte-parole auprès de leurs enseignants. Ce droit de participation se prolonge aussi au niveau de l'établissement avec deux représentants au conseil de discipline, et deux ou trois délégués au conseil d'administration (selon que le collège compte plus ou moins de 600 élèves).
Les modalités de participation des lycéens sont identiques à celles des collégiens. Toutefois, au niveau de l'établissement, les lycéens participent à deux autres instances : le conseil de la vie lycéenne et l'assemblée générale des délégués des élèves. Ces lieux de participation ont pour objet d'aborder des questions relatives à la vie scolaire.
Ce droit de participation des élèves est souvent une source de désillusion. L'enthousiasme des jeunes collégiens laisse progressivement la place à un sentiment d'inutilité chez les lycéens [réf. nécessaire]. En collège, les réunions de préparation du conseil de classe organisées dans le cadre de l’heure de vie de classe sous la tutelle du professeur principal sont parfois l'objet d'une censure plus ou moins discrète sur « ce qu’il vaut mieux ne pas dire. » On peut résumer la position des élèves d'une façon simple par un extrait d'entretien : « On a le droit de parler, mais cela ne sert à rien. » Le sentiment « de faire pots de fleurs » domine .
Il existe encore un abîme entre les droits des élèves tels qu'ils sont définis par la réglementation et les droits dont ils disposent effectivement dans la quotidien de leur établissement,,

## Capacité juridique des mineurs et orientation scolaire
Si tous ces droits ont été admis, l'incapacité juridique dont est frappé le "mineur" demeure et n'a jamais été remise en cause, sinon pour le droit d'association, comme indiqué ci-dessus.
Ainsi, l'élève ne peut choisir juridiquement lui-même son orientation scolaire, à l'inverse de ce qui se pratique dans d'autres pays d'Europe ; en France les parents peuvent lui imposer une orientation contre son gré . La France est aussi un des derniers pays d'Europe où les parents ont le droit d'ouvrir le courrier de leurs enfants jusqu'à 18 ans.
Ces thèmes ne font l'objet d'aucune revendication de la part des organisations lycéennes - à part de l'Union Nationale Lycéenne - ni d'aucune réflexion de la part de spécialistes des droits des élèves comme Pierre Merle.